# Гюго, Адель
Аде́ль Гюго́ (фр. Adèle Hugo) (24 августа 1830, Париж — 21 апреля 1915, Сюрен) – дочь Адели и Виктора Гюго.

## Биография
Адель была пятым ребёнком в семье, младшей из двух дочерей, и единственной, кто пережил своего прославленного отца. Но психическое состояние Адели было ослаблено и, начиная с 1872 года, она долгие годы провела в психиатрической клинике.
Адель была очень красивой женщиной и одарённой пианисткой. На её психическое состояние серьёзным образом повлияли два обстоятельства: смерть старшей сестры (19-летняя Леопольдина погибла в 1843 году, катаясь на яхте) и страстная, но безответная любовь к английскому офицеру.
В возрасте 26 лет у Адели начали проявляться признаки психической нестабильности (что не было исключением в семье Гюго: Евгений (Эжен), брат Виктора Гюго, окончил свои дни в психиатрической лечебнице в 1837 году с диагнозом «приобретённый идиотизм»). Так, Адель считала, что её сестра Леопольдина, трагически утонувшая во время медового месяца, поддерживает с ней спиритический контакт. Возможно, повлияло и увлечение родителей Адели спиритическими сеансами, которые они проводили за несколько лет до помешательства девушки.
В 1852 году Адель последовала за своим отцом в изгнание на остров Гернси, но там она стала жертвой депрессии, и в 1858 году ей пришлось вернуться во Францию для лечения.
В 1861 году, во время путешествия по Англии, Адель познакомилась с английским офицером Альбертом Пинсоном. Нельзя сказать точно, был ли он бессердечным человеком, обманувшим невинное создание, или был сбит с толку жертвой эротомании, но Адель практически сразу начала считать, что именно он — мужчина всей её жизни. Однако Пинсон не ответил взаимностью — не помогли ни редкостная красота девушки, ни слава её отца.
Когда Пинсона перевели служить в Галифакс (Канада), Адель втайне от родителей последовала за ним (чтобы оплатить поездку, она выкрала драгоценности матери).
В течение трёх лет, которые Адель провела в Галифаксе, она рассказывала окружающим, что между ними была помолвка, и что семья жениха против их отношений. Она утверждала, что родила от Пинсона мертворождённого ребёнка (нет никаких доказательств этого), и, наконец, в письме своему брату Франсуа-Виктору написала, что вышла замуж за Альберта. Несмотря на некоторые сомнения, родные Адели опубликовали в газете, издаваемой на острове Гернси, сообщение о свадьбе. Позже Адель призналась брату, что свадьбы не было, но продолжала надеяться, что бракосочетание состоится (и нанимала гипнотизёра, чтобы уговорить Альберта жениться на ней).
Франсуа-Виктор предлагал Адели «развестись» с Пинсоном и вернуться во Францию, но Адель отказалась. Пинсон между тем объявил о своей женитьбе на дочери местного судьи. Тогда Адель заставила своих адвокатов написать судье, что это она является женой Альберта. Помолвка Пинсона была отменена.
В 1866 году Пинсона перевели в Вест-Индию на остров Барбадос, Адель поехала за ним. О её дальнейшей жизни на островах мало известно, однако её психическое состояние ухудшалось. Адель настаивала, чтобы её называли «Мадам Пинсон». Наблюдатели описывали её как «грустную, в растрёпанной одежде, которая мало подходила для тропического климата». Она постоянно что-то записывала, бродила по улицам. Мальчишки бросали в неё камнями, поэтому она предпочитала выходить в тёмное время суток.
В 1872 году Адель привезли во Францию. Это было печальное возвращение — за исключением отца, все остальные члены семьи уже умерли. Рассудок Адели окончательно помутился, и остаток своей жизни она провела в психиатрической больнице. Отец периодически навещал её, вплоть до своей смерти в 1885 году. Адель умерла в 1915 году, она уже с трудом говорила, но на лице её сохранялись следы былой красоты.
На протяжении нескольких лет Адель Гюго вела дневники, впоследствии опубликованные. В них она с исключительной подробностью описывает различные стороны жизни своей семьи в годы изгнания на Джерси и на Гернси.
В 1975 году Франсуа Трюффо обратился к истории её жизни в фильме «История Адели Г.» с Изабель Аджани в роли главной героини. Основным источником послужили дневники Адели. За свою роль в фильме Аджани была номинирована на «Оскар».
В популярной литературе получил распространение термин «синдром Адели», которым описываются случаи страстной безответной платонической любви, однако такой «синдром» не входит в классификацию DSM-IV и является не более чем литературной метафорой.